# Malešov (zámek)
Malešov je zámek ve stejnojmenném městysi jihozápadně od Kutné Hory ve Středočeském kraji. Postaven byl nejspíše Šporky v poslední třetině sedmnáctého století pro potřeby úřednické správy panství. Po opravách ve 21. století v budově sídlí Muzeum Malešov. Zámek s přilehlým hospodářským dvorem jsou chráněny jako kulturní památka.

## Historie
Přesná doba založení barokního zámku je nejasná. Podle Památkového katalogu budova pochází z první třetiny osmnáctého století, ale může být i starší. Tomáš Šimek za zakladatele považoval Jana Šporka nebo jeho syna Františka Antonína Šporka, kteří v poslední třetině sedmnáctého století přestavovali sousední malešovskou tvrz.
Zámek od svého počátku sloužil především jako kanceláře a byty úředníků panství. První písemná zmínka o něm pochází z roku 1738 a nachází se v odhadu ceny zadluženého malešovského panství, které od roku 1725 patřilo Karlu Jáchymovi Bredovi. V letech 1824–1827 nechal Karel Maxmilián Dahlberg-Ostein upravit zámecké fasády ve stylu empíru (neoklasicismu).
Správa velkostatku zámek využívala až do roku 1945, kdy byl zkonfiskován Marii Salmové. Ve druhé polovině dvacátého století budovu spravoval okresní národní výbor v Kutné Hoře, který ji nechal upravit pro potřeby základní školy. Od roku 2018 v zámecké budově sídlí Muzeum Malešov a část hospodářských budov od roku 2017 využívá Přátelský pivovar Malešov.

## Stavební podoba
Zámek je jednopatrová budova s obdélníkovým půdorysem a valbovou střechou. Hlavní průčelí má pět okenních os a je orientované směrem do bývalého hospodářského dvora. K památkově chráněnému areálu patří také trojice hospodářských budov, studna, dochované úseky ohradní zdi a pilířový plot s bránou.